# Ministério da Defesa Nacional e dos Assuntos do Mar
O Ministério da Defesa Nacional e dos Assuntos do Mar foi a designação de um departamento do XVI Governo Constitucional de Portugal. O único ministro da Defesa Nacional e dos Assuntos do Mar foi Paulo Portas, de 17 de julho de 2004 a 12 de março de 2005.